# Бабье (озеро, Казахстан)
Бабье — озеро в Узункольском районе Костанайской области Казахстана. Находится в 10 км к северо-востоку от посёлка Ряжский и на севере села Амречье.
Впадает протока из озера Речное.
По данным топографической съёмки 1944 года, площадь поверхности озера составляет 7,91 км². Наибольшая длина озера — 4,4 км, наибольшая ширина — 3 км. Длина береговой линии составляет 19,8 км, развитие береговой линии — 1,97. Озеро расположено на высоте 159,5 м над уровнем моря.